# Kamień Mały (województwo lubuskie)
Kamień Mały – wieś w Polsce położona w województwie lubuskim, w powiecie gorzowskim, w gminie Witnica.
W Kamieniu Małym znajduje się Zespół Szkół Rolniczych, filia Miejsko-Gminnego Ośrodka Kultury w Witnicy, biblioteka, kościół neogotycki z początku XX wieku, jest też stacja benzynowa oraz przystanek kolejowy linii 203 [Tczew-Kostrzyn].

## Historia
W czasie II wojny światowej Niemcy utworzyli we wsi podobóz pracy przymusowej obozu jenieckiego Stalag III C.
W latach 1954–1958 wieś należała do gromady Kamień Wielki, po jej zniesieniu należała i była siedzibą władz nowo utworzonej gromady Kamień Mały. W latach 1973–1976 miejscowość była siedzibą gminy Kamień Mały, zniesionej przez wcielenie do gmin Witnica i Kostrzyn.
W latach 1975–1998 miejscowość administracyjnie należała do województwa gorzowskiego.
W miejscowości działało państwowe gospodarstwo rolne.